# Komórki pochew okołowiązkowych
Komórki pochew okołowiązkowych, mezofil wieńcowy – grupa komórek otaczających wiązki przewodzące w liściach. Komórki te mogą być różnie określane u różnych gatunków roślin. Określenia komórki pochew okołowiązkowych jako pierwszy użyła Esau (1953). Komórki tworzące pochwy okołowiązkowe zostały najlepiej poznane u roślin o fotosyntezie C4, szczególnie u kukurydzy. Komórki pochew okołowiązkowych roślin C4 mają grubą ścianę komórkową często wysyconą suberyną. W ścianie komórkowej znajdują się liczne plazmodesmy umożliwiające wymianę substancji z innymi komórkami liścia. Gruba ściana komórkowa stanowi barierę chroniąca przed utratą CO2 wytwarzanego w komórkach pochew okołowiązkowych podczas rozkładu związków czterowęglowych (jabłczan, asparaginian). W liściach roślin C4 tylko komórki pochew okołowiązkowych są zdolne do przeprowadzania cyklu Calvina. Dodatkową cechą charakterystyczną tych komórek u części roślin C4 są chloroplasty zawierające jedynie tylakoidy stromy, a pozbawione tylakoidów gran. Znane są mutacje u kukurydzy – bsd1 i bsd2, które powodują nieprawidłowy rozwój komórek pochew okołowiązkowych.
Specyficzną budowę i zdolność do wydajnej asymilacji CO2 posiadają także komórki pochew okołowiązkowych roślin o fotosyntezie C3–C4.
W porównaniu do roślin C4 stosunkowo mało wiadomo o komórkach pochew okołowiązkowych roślin C3. Komórki pochew okołowiązkowych zostały opisane między innymi u Arabidopsis thaliana. U roślin C3 komórki pochew okołowiązkowych spełniają szczególną rolę w załadunku i rozładunku floemu i ksylemu. Okresowo mogą przechowywać asymilaty i wodę.